# Пушкиногорье
Пушкиногорье — муниципальное образование со статусом городского поселения в составе муниципального района «Пушкиногорский район» Псковской области Российской Федерации.
Административный центр — посёлок городского типа (рабочий посёлок) Пушкинские Горы.
На территории городского поселения расположен мемориальный музей-заповедник А. С. Пушкина «Михайловское».

## География
Территория городского поселения граничит на западе и на юге с Велейской волостью Пушкиногорского района, на севере — с Островским районом, на северо-востоке и востоке — с Новоржевским районом Псковской области.
На территории Пушкиногорья расположены озёра: Белогули (3,0 км², глубиной до 4 м), Кучане или Петровское (1,7 км², глубиной до 3,5 м), Каменец (0,9 км², глубиной до 6 м) и др.

## Население
| 2010  | 2012  | 2013  | 2014  | 2015  | 2016  | 2017  |
| ----- | ----- | ----- | ----- | ----- | ----- | ----- |
| 7274  | ↘7052 | ↘6927 | ↘6812 | ↘6672 | ↘6610 | ↘6459 |
| 2018  | 2019  | 2020  | 2021  |       |       |       |
| ↘6378 | ↘6304 | ↘6220 | ↘6038 |       |       |       |

Городское население Пушкиногорья по данным переписи населения 2010 года составляет 71,8 % (5222 жителей посёлка Пушкинские Горы), сельское население — 28,2 % (или 2052 сельских жителей).

## Населённые пункты
В состав городского поселения Пушкиногорье входит 120 населённых пунктов, в том числе 1 рабочий поселок (пгт Пушкинские Горы) и 119 деревень:
| №   | Населённый пункт | Тип     | Население |
| --- | ---------------- | ------- | --------- |
| 1   | Пушкинские Горы  | пгт     | ↘4373     |
| 2   | Авдоши           | деревня | ↘21       |
| 3   | Анашкино         | деревня | ↘2        |
| 4   | Антоново         | деревня | ↘14       |
| 5   | Арапово          | деревня | ↘10       |
| 6   | Астахново        | деревня | ↗171      |
| 7   | Атюхино          | деревня | →4        |
| 8   | Афромеи          | деревня | ↗11       |
| 9   | Ашитково         | деревня | ↘8        |
| 10  | Балыши           | деревня | ↘0        |
| 11  | Барашкино        | деревня | ↘0        |
| 12  | Беляи            | деревня | ↘8        |
| 13  | Березино         | деревня | ↗18       |
| 14  | Бирюли           | деревня | ↘14       |
| 15  | Блажи            | деревня | ↘125      |
| 16  | Бобры            | деревня | ↘0        |
| 17  | Богово           | деревня | →0        |
| 18  | Богомолы         | деревня | ↗21       |
| 19  | Боровово         | деревня | ↗8        |
| 20  | Брюхово          | деревня | ↘1        |
| 21  | Бугрово          | деревня | ↗20       |
| 22  | Бурлово          | деревня | →5        |
| 23  | Буруны           | деревня | →7        |
| 24  | Бутево           | деревня | ↗5        |
| 25  | Буши             | деревня | →0        |
| 26  | Вече             | деревня | ↘3        |
| 27  | Власово          | деревня | ↘1        |
| 28  | Волочек          | деревня | ↘0        |
| 29  | Ворогушино       | деревня | ↗2        |
| 30  | Воронич          | деревня | ↘16       |
| 31  | Воскресенское    | деревня | →1        |
| 32  | Гайки            | деревня | ↘10       |
| 33  | Ганьково         | деревня | ↘14       |
| 34  | Гарино           | деревня | ↘75       |
| 35  | Глазки           | деревня | →1        |
| 36  | Голубково        | деревня | ↘2        |
| 37  | Голубы           | деревня | ↗13       |
| 38  | Губино           | деревня | ↘3        |
| 39  | Гузаревы-Боровы  | деревня | ↘7        |
| 40  | Дедовцы          | деревня | ↘28       |
| 41  | Демидково        | деревня | ↘5        |
| 42  | Дмитрово         | деревня | ↘11       |
| 43  | Дорохово         | деревня | ↘0        |
| 44  | Дупли            | деревня | ↘2        |
| 45  | Жаворонки-Слепни | деревня | ↘1        |
| 46  | Жарки            | деревня | ↗6        |
| 47  | Железово         | деревня | ↗1        |
| 48  | Загоски          | деревня | ↗21       |
| 49  | Зимари           | деревня | ↘53       |
| 50  | Каврино          | деревня | ↘4        |
| 51  | Каменец          | деревня | ↗15       |
| 52  | Капустино        | деревня | ↘3        |
| 53  | Кашино           | деревня | ↘20       |
| 54  | Кириллово        | деревня | ↘22       |
| 55  | Клопы            | деревня | ↗7        |
| 56  | Кожино           | деревня | →0        |
| 57  | Козаны           | деревня | ↘2        |
| 58  | Козляки          | деревня | ↘148      |
| 59  | Кокорино         | деревня | ↘170      |
| 60  | Колоканово       | деревня | ↗31       |
| 61  | Косохново        | деревня | ↘9        |
| 62  | Костино          | деревня | ↗10       |
| 63  | Котьянково       | деревня | ↘1        |
| 64  | Кошкино          | деревня | ↘108      |
| 65  | Креневка         | деревня | ↘0        |
| 66  | Крылово          | деревня | ↘22       |
| 67  | Куялы            | деревня | ↘2        |
| 68  | Лежнево          | деревня | ↘2        |
| 69  | Лешово           | деревня | ↗7        |
| 70  | Лобазы           | деревня | →0        |
| 71  | Лопатино         | деревня | ↘19       |
| 72  | Лоси             | деревня | ↘1        |
| 73  | Луговка          | деревня | ↘20       |
| 74  | Малыгино         | деревня | ↘4        |
| 75  | Михново          | деревня | ↘19       |
| 76  | Нифаки           | деревня | ↘1        |
| 77  | Новая Березовка  | деревня | ↘12       |
| 78  | Носово           | деревня | ↘78       |
| 79  | Осница           | деревня | ↘20       |
| 80  | Пальчихино       | деревня | ↘2        |
| 81  | Паренцево        | деревня | ↘28       |
| 82  | Пестово          | деревня | ↘0        |
| 83  | Петровское       | деревня | ↘23       |
| 84  | Печехново        | деревня | ↘2        |
| 85  | Подборное        | деревня | ↘0        |
| 86  | Подборье         | деревня | ↗26       |
| 87  | Подкрестье       | деревня | ↘193      |
| 88  | Попова Гора      | деревня | ↘8        |
| 89  | Приворот         | деревня | →0        |
| 90  | Пундровка        | деревня | ↘1        |
| 91  | Пустыньки        | деревня | ↘14       |
| 92  | Ракшино          | деревня | →3        |
| 93  | Рахово           | деревня | ↘15       |
| 94  | Ромашки          | деревня | ↘14       |
| 95  | Рудино           | деревня | ↘5        |
| 96  | Румянцево        | деревня | ↘6        |
| 97  | Рытица           | деревня | ↘27       |
| 98  | Савкино          | деревня |           |
| 99  | Свинухи          | деревня | ↘2        |
| 100 | Селиваново       | деревня | ↘3        |
| 101 | Селихново        | деревня | ↘49       |
| 102 | Середкино-Слепни | деревня | →4        |
| 103 | Сермолы          | деревня | ↘4        |
| 104 | Симаново         | деревня | ↘2        |
| 105 | Синичино         | деревня | →0        |
| 106 | Смыки            | деревня | ↘4        |
| 107 | Снегово          | деревня | ↘3        |
| 108 | Сорокино-Жуки    | деревня | ↘12       |
| 109 | Трукши           | деревня | ↘3        |
| 110 | Тюшкино          | деревня | ↗13       |
| 111 | Ульяшки          | деревня | ↗4        |
| 112 | Усы              | деревня | →0        |
| 113 | Федьково         | деревня | ↘5        |
| 114 | Хохлы            | деревня | →0        |
| 115 | Цеци             | деревня | →0        |
| 116 | Чухны            | деревня | ↘16       |
| 117 | Шаробыки         | деревня | ↘34       |
| 118 | Шевели           | деревня | ↗29       |
| 119 | Щеглыни          | деревня | ↘0        |
| 120 | Щемеровы Боровы  | деревня | ↘3        |

В соответствии с распоряжением Правительства Российской Федерации от 03.11.2014 № 1286-р деревне, образованной в Пушкиногорском районе Псковской области, присвоено наименование «Савкино». В 1965 году деревня Савкино была упразднена и вошла в состав Государственного музея-заповедника А.С. Пушкина «Михайловское»; на картах обозначалась как отдалённая часть Савкина Горка в составе городской черты посёлка городского типа Пушкинские Горы.

## История
В 1927 году из Пушкинской и части Велейской волостей Опочецкого уезда Псковской губернии был образован Пушкинский район (с 1937 года — Пушкиногорский район) Ленинградской области. Территорию современной волости составили ряд сельсоветов. В 1935 году они вместе со всем районом были переданы в состав новообразованной Калининской области, в 1944 году — в состав новосозданной Псковской области.
Решением Псковского облисполкома от 29 февраля 1960 года село Пушкинские Горы было преобразовано в рабочий посёлок (посёлок городского типа), в связи с чем Пушкиногорский сельсовет был преобразован в Пушкиногорский поселковый Совет.
Указом Президиума Верховного Совета РСФСР от 1 февраля 1963 года Велейский, Васильевский, Гаранский, Демидковский, Зарецкий, Новгородский сельсоветы и Пушкиногорский поссовет упразднённого Пушкиногорского района были переданы в Новоржевский район, при этом Полянский сельсовет Пушкиногорского района был передан в Опочецкий район.
Решением Псковского облисполкома от 6 июля 1963 года в связи с переносом центра сельсовета в Пушкинские Горы Демидковский сельсовет был переименован в Пушкиногорский сельсовет.
Указом Президиума Верховного Совета РСФСР от 30 декабря 1966 года все вышеупомянутые сельсоветы были возвращены в восстановленный Пушкиногорский район.
Постановлением Псковского областного Собрания депутатов от 26 января 1995 года все сельсоветы в Псковской области были переименованы в волости, в том числе Пушкиногорский сельсовет был превращён в Пушкиногорскую волость, а Зарецкий сельсовет — в Зарецкую волость.
1 января 2006 года, согласно Закону Псковской области от 28 февраля 2005 года № 420-ОЗ, были образованы также муниципальные образования Пушкиногорская волость и Зарецкая волость со статусом сельского поселения в составе муниципального образования Пушкиногорский район со статусом муниципального района.
На референдуме 11 октября 2009 года было поддержано объединение городского поселения Пушкинские Горы с Зарецкой (д. Блажи) и Пушкиногорской волостями. Законом Псковской области от 3 июня 2010 года  одно городское поселение (Пушкинские Горы) и два сельских поселения (Зарецкая и Пушкиногорская волости) 1 июля 2010 года были объединены в новообразованное городское поселение Пушкиногорье с центром в посёлке городского типа Пушкинские Горы.